# يهود مسيانيون

رمز اليهود المسيانيين ويظهر فيه المينوراه ونجمة داود وسمكة المسيح.

اليهود المسيانيون (بالعبريّة: יְהוּדִים מָשִׁיחַיים) وتتعدد التسميات حولهم مثل اليهود المتنصرون، اليهود المسيحيون، المسيحيون اليهود، اليهود المؤمنون بالمسيح، العبرانيون المسيحيون. هي حركة إنجيلية بروتستانتية تؤكد على العنصر «اليهودي» في الإيمان المسيحي ويتكون أتباعها من اليهود المؤمنين بالمسيح ويعتبر اليهود المسيانيين حركة يهودية عرقيًا مسيحية دينيًا. ترفض المؤسسات اليهودية اعتبار اليهود الميسانيين جزءا من الطوائف اليهودية، بسبب إيمان اليهود الميسانيون بالعقيدة المسيحية.
يؤمن اليهود المسيانيين بألوهية يسوع ويعترفون بكونه المسيح ويؤمنون بكافة العقائد المسيحية الرئيسية وأبرزها عقيدة الثالوث. ويعترفون بكل من العهد القديم والجديد كأجزاء من الكتاب المقدس.
ويرفض اليهود المسيانيين فصل اليهودية عن المسيحية حيث يحتفظون بالاحتفال بالأعياد اليهودية مثل الاحتفال بعيد الفصح، روش هاشناه، عيد الأسابيع وغيرها، وحتى ارتداء ملابس يهودية تقليدية مثل الكيباه، تاليت وتيفيلين استخدم ميزوزت والحفاظ على العديد من الميتزفة كدليل على الحفاظ على تراثهم، والحفاظ على التقاليد اليهودية مثل ختان الطفل اليوم الثامن ويوم السبت. تظل هذه الأعياد اليهودية والممارسات، حيث لا تتعارض مع المسيحية، ويقومون بذلك لأسباب عرقية.
ينتشر اليهود المسيانيون اليوم في كافة أنحاء العالم ويبلغ عددهم حوالي 350,000 شخص، ويتواجد أغلبهم في الولايات المتحدة حيث يبلغ عددهم 250,000؛ مع تواجد خاص في إسرائيل حيث تتراوح أعدادهم بين 10,000-15,000.